# Psilotris boehlkei
Psilotris boehlkei és una espècie de peix de la família dels gòbids i de l'ordre dels perciformes.

## Morfologia
- Els mascles poden assolir 2,7 cm de longitud total.[4]

## Hàbitat
És un peix marí, de clima tropical i demersal que viu entre 0-20 m de fondària.

## Distribució geogràfica
Es troba a l'Atlàntic occidental: les Petites Antilles.

## Observacions
És inofensiu per als humans.